# Neschers
Neschers ist eine französische Gemeinde mit 890 Einwohnern (Stand: 1. Januar 2022) im Département Puy-de-Dôme in der Region Auvergne-Rhône-Alpes. Sie gehört zum Arrondissement Issoire und zum Kanton Vic-le-Comte (bis 2015: Kanton Champeix).

## Lage
Neschers liegt etwa 21 Kilometer südsüdöstlich von Clermont-Ferrand am Couze Chambon in der Limagne. Umgeben wird Neschers von den Nachbargemeinden Plauzat im Norden, Coudes im Nordosten, Sauvagnat-Sainte-Marthe und Chadeleuf im Osten, Pardines im Süden und Südosten, Les Deux-Rives im Süden sowie Champeix im Westen.

## Bevölkerungsentwicklung
| Jahr                       | 1962 | 1968 | 1975 | 1982 | 1990 | 1999 | 2006 | 2018 |
| Einwohner                  | 613  | 649  | 607  | 572  | 635  | 672  | 776  | 845  |
| Quellen: Cassini und INSEE |      |      |      |      |      |      |      |      |

## Sehenswürdigkeiten
- Kirche Saint-Victor und Sainte-Couronne

## Weblinks

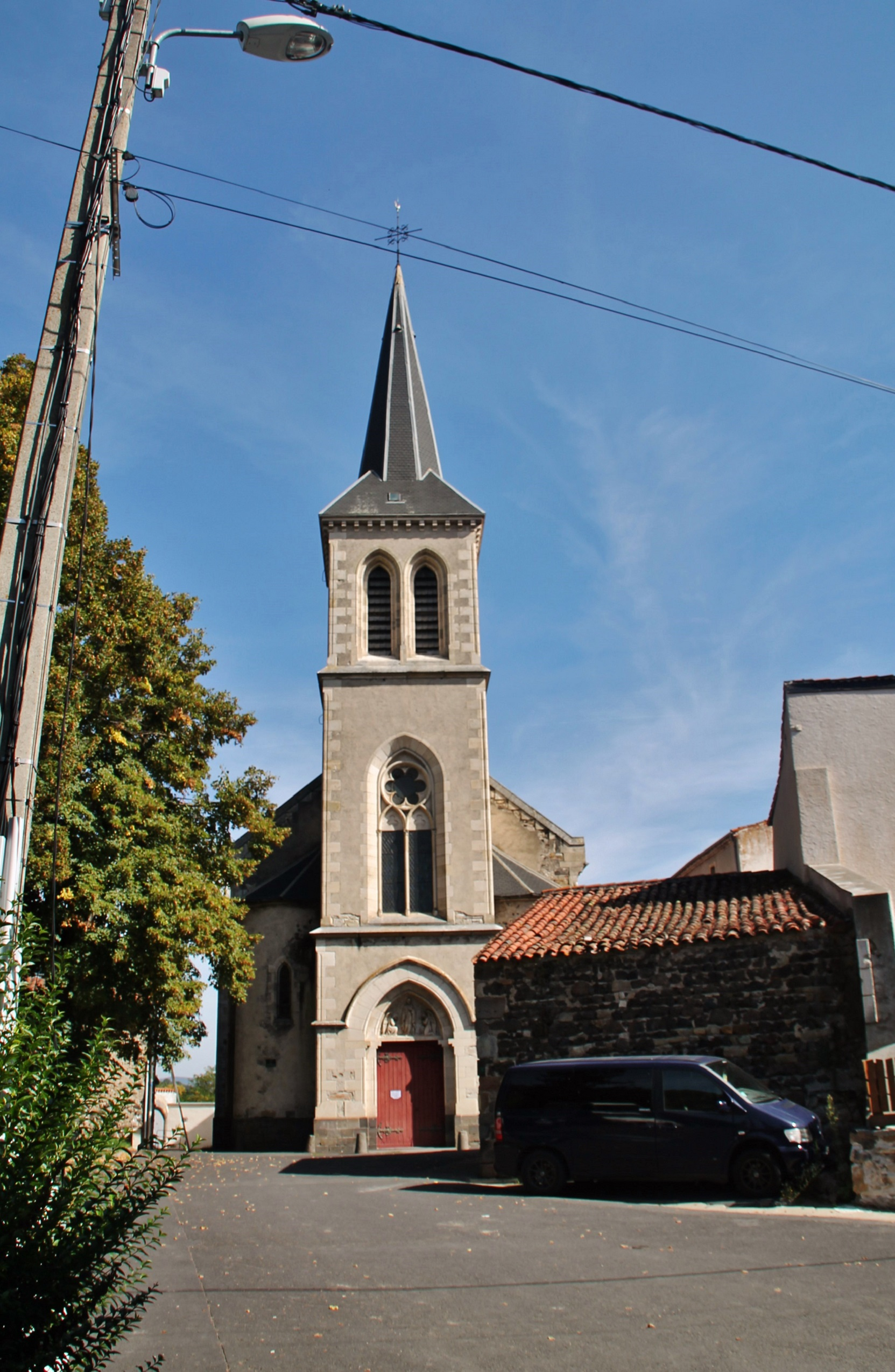
Kirche Saint-Victor und Sainte-Couronne